# Thysanotus rectantherus
Thysanotus rectantherus är en sparrisväxtart som beskrevs av Norman Henry Brittan. Thysanotus rectantherus ingår i släktet Thysanotus och familjen sparrisväxter. Inga underarter finns listade i Catalogue of Life.